# Locarno Festival 2018
La 71ª edizione del Locarno Film Festival ha avuto luogo a Locarno dal 1º all'11 agosto 2018.

## Sezioni competitive

### Concorso internazionale
- A Family Tour, regia di Yang Shu (Taiwan, (Hong Kong, Singapore, Malaysia)
- Alice T., regia di Radu Muntean (Romania)
- Diane, regia di Kent Jones (Stati Uniti d'America)
- Gangbyeon Hotel, regia di Hong Sang-soo (Corea del Sud)
- Genèse, regia di Philippe Lesage (Canada)
- Glaubenberg, regia di Thomas Imbach (Svizzera)
- Huàn tǔ, regia di Yeo Siew Hua (Singapore, Francia, Paesi Bassi)
- La flor, regia di Mariano Llinás (Argentina)
- M, regia di Yolande Zauberman (Francia)
- Menocchio, regia di Alberto Fasulo (Italia, Romania)
- Ray & Liz, regia di Richard Billingham (Regno Unito)
- Sibel, regia di Çağla Zencirci e Guillaume Giovanetti (Francia, Germania, Lussemburgo, Turchia)
- Tarde para morir joven, regia di Dominga Sotomayor (Chili, Brasile, Argentina, Paesi Bassi, Qatar)
- Wintermärchen, regia di Jan Bonny (Germania)
- Yara, regia di Abbas Fahdel (Libano, Iraq, Francia)

### Concorso Cineasti del presente
- Alles ist gut, regia di Eva Trobisch (Germania)
- Ceux qui travaillent, regia di Antoine Russbach (Svizzera, Belgio)
- Chaos, regia di Sara Fattahi (Austria, Siria, Libano, Qatar)
- Closing Time, regia di Nicole Vögele (Svizzera, Germania)
- Nebula, regia di Tarık Aktaş (Turchia)
- Familia sumergida, regia di María Alché (Argentina, Brasile, Germania, Norvegia)
- Fausto, regia di Andrea Bussmann (Messico, Canada)
- Hatzlila, regia di Yona Rozenkier (Israele)
- Jiao qu de niao, regia di Qiu Sheng (Cina)
- Likemeback, regia di Leonardo Guerra Seràgnoli (Italia, Croazia)
- L'Époque, regia di Matthieu Bareyre (Francia)
- Siyabonga, regia di Joshua Magor (Sudafrica, Regno Unito)
- Sophia Antipolis, regia di Virgil Vernier (Francia)
- Hier, regia di Bálint Kenyeres (Ungheria, Germania, Francia, Paesi Bassi, Marocco, Svezia)
- Temporada, regia di André Novais Oliveira (Brasile)
- Trote, regia di Xacio Baño (Spagna, Lituania)

### Pardi di domani

#### Concorso internazionale
- 3 Anos Depois, regia di Marco Amaral (Portogallo)
- A Cold Summer Night, regia di Yash Sawant (India)
- D'un château l'autre, regia di Emmanuel Marre (Belgio, Francia)
- El laberinto, regia di Laura Huertas Millán (Colombia, Francia, Stati Uniti)
- Frase d'arme, regia di Federico Di Corato (Italia, Francia)
- Fuck You, regia di Anette Sidor (Svezia)
- Grbavica, regia di Manel Raga Raga (Portogallo, Bosnia ed Erzegovina, Spagna)
- Heart of Hunger, regia di Bernardo Zanotta (Paesi Bassi)
- Hi I Need To Be Loved, regia di  Marnie Ellen Hertzler (Stati Uniti)
- Je sors acheter des cigarettes, regia di Osman Cerfon (Francia)
- Kaukazas, regia di Laurynas Bareiša (Lituania)
- La Cartographe, regia di Nathan Douglas (Canada)
- La máxima longitud de un puente, regia di Simón Vélez (Colombia, Argentina)
- Last Year When the Train Passed by, regia di Huang Pang-chuan (Francia)
- Lunar-Orbit Rendezvous, regia di Mélanie Charbonneau (Canada)
- Malo se sjećam tog dana, regia di Leon Lučev (Croazia)
- My Expanded View, regia di Corey Hughes (Stati Uniti)
- OUT, regia di Alon Sahar (Israele)
- Patul lui Procust, regia di Andrian Împărățel (Romania)
- Rekonstrukce, regia di Jiří Havlíček, Ondřej Novák (Repubblica Ceca)
- Reneepoptosis, regia di Renee Zhan (Stati Uniti, Giappone)
- Saras intime betroelser, regia di Emilie Blichfeldt (Norvegia)
- Sashleli, regia di Davit Pirtskhalava (Georgia)
- Smert Menya, regia di Mikhail Maksimov (Russia)
- The Silence of the Dying Fish, regia di Vasilis Kekatos (Grecia, Francia)
- Tourneur, regia di Yalda Afsah (Germania)
- Violeta + Guillermo, regia di Óscar Vincentelli (Spagna, Venezuela)
- Words, Planets, regia di Laida Lertxundi, (Stati Uniti, Spagna)
- Zhi shuo yi ci, regia di Chen Hui (Cina)

#### Concorso nazionale
- Abigaïl, regia di Magdalena Froger
- Circuit, regia di Delia Hess
- Eva, regia di Xheni Alushi
- Fait divers, regia di Léon Yersin
- Hier, regia di Loïc Kreyden
- Ici le chemin des ânes, regia di Lou Rambert Preiss
- In Loving Memory of the Future, regia di Laurence Favre
- La Source, regia di Yatoni Roy Cantu
- Le Sens de la marche, regia di Jela Hasler
- Les Îles de Brissogne, regia di Juliette Riccaboni
- Los que desean, regia di Elena López Riera
- Monte Amiata, regia di Tommaso Donati
- Selfies, regia di Claudius Gentinetta

### Piazza Grande
- BlacKkKlansman, regia di Spike Lee (Stati Uniti d'America, 2018)
- Blaze, regia di Ethan Hawke (Stati Uniti d'America, 2018)
- Coincoin et les Z'inhumains, regia di Bruno Dumont (Francia, 2018)
- I Feel Good, regia di Benoît Delépine et Gustave Kervern (Francia, 2018) - film di chiusura
- In the Cut, regia di Jane Campion (Stati Uniti d'America, Australia, Regno Unito, 2003)
- Il vento sta cambiando (Le vent tourne), regia di Bettina Oberli (Svizzera, Francia, 2018)
- Truffa per la vittoria (Chacun pour tous), regia di Vianney Lebasque (Francia, 2018) - film di apertura
- Libertà (Liberty), regia di Leo McCarey (Stati Uniti d'America, 1929)
- L'Ordre des médecins, regia di David Roux (Francia, 2018)
- L'ospite, regia di Duccio Chiarini (Italia, 2018)
- Manila - Negli artigli della luce (Maynila sa mga kuko ng liwanag), regia di Lino Brocka (Filippine, 1975)
- Oro verde - C'era una volta in Colombia (Pájaros de verano), regia di Cristina Gallego e Ciro Guerra (Colombia, 2018)
- Ruben Brandt, Collector, regia di Milorad Krstić (Ungheria, 2018)
- Seven, regia di David Fincher (Stati Uniti d'America, 1995)
- Searching, regia di Aneesh Chaganty (Stati Uniti d'America, 2018)
- The Equalizer 2 - Senza perdono (The Equalizer 2), regia di Antoine Fuqua (Stati Uniti d'America, 2018)
- Un nemico che ti vuole bene, regia di Denis Rabaglia (Italia, Svizzera, 2018)
- Was uns nicht umbringt, regia di Sandra Nettelbeck (Germania, 2018)

## Sezioni non competitive

### Fuori concorso

#### Lungometraggi
- Amur senza fin, regia di Christoph Schaub (Svizzera)
- In ogni istante (De chaque instant), regia di Nicolas Philibert (Francia)
- Insulaire, regia di Stéphane Goël (Svizzera)
- Mudar la piel, regia di Ana Schulz et Cristóbal Fernández (Spagna)
- My Home, in Libya, regia di Martina Melilli (Italia)
- Narcissister Organ Player, regia di Narcissister (Stati Uniti)
- Ora e sempre riprendiamoci la vita, regia di Silvano Agosti – documentario (Italia)
- Rūgštus miškas, regia di Rugile Barzdziukaite (Lituania)
- Sembra mio figlio, regia di Costanza Quatriglio (Italia, Croazia, Belgio)
- The Sentence, regia di Rudy Valdez (Stati Uniti)
- Walking on Water, regia di Andrey Paounov (Stati Uniti, Italia)

#### Cortometraggi
- Diversion, regia di Mathieu Mégemont (Francia)
- La Belle Affaire, regia di Constance Meyer (Francia)
- Tomatic, regia di Christophe Saber (Francia)
- À Nous Deux!, regia di Marie Loustalot (Francia)

### Open Doors
Sezione dedicata, per il triennio 2016-2018, alla cinematografia di 8 Paesi dell'Asia del Sud.

#### Open Doors Special
- Laila at the Bridge, regia di Elizabeth Mirzaei e Gulistan Mirzaei (Canada)

#### Open Doors Screenings
- Demons in Paradise, regia di Jude Ratnam (Sri Lanka, 2017)
- Live from Dhaka, regia di Abdullah Mohammad Saad (Bangladesh, 2016)
- Honeygiver Among the Dogs (Munmo Tashi Khyidron), regia di Dechen Roder (Bhutan, 2016)
- White Sun, (Seto Surya) regia di Deepak Rauniyar (Nepal, 2016)
- The Road to Mandalay, regia di Midi Z (Taiwan, 2016)
- Thundenek, regia di Asoka Handagama, Vimukthi Jayasundara, Prasanna Vithanage (Sri Lanka, 2018)
- Zinda Bhaag, regia di Meenu Gaur, Farjad Nabi (Pakistan, 2013)

#### Open Doors Shorts
- 298-C, regia di Nida Mehboob (Pakistan, 2018)
- A Song Of Silence, regia di Kelzang Dorjee (Bhutan, 2016)
- Dadyaa: The Woodpeckers Of Rotha, regia di Bibhusan Basnet, Pooja Gurung (Nepal, 2016)
- Death Of A Reader, regia di Mahde Hasan (Bangladesh, 2017)
- Dia, regia di Hamza Bangash (Pakistan, 2018)
- Silver Bangles, regia di Roshan Bikram Thakuri (Nepal, 2017)
- Sorkhe Tirah, regia di Diana Saqeb (Afghanistan, 2017)
- Supermonk, regia di Shenang Gyamjo Tamang (Nepal, 2018)
- The Last Post Office, regia di Aung Rakhine (Bangladesh, 2018)
- The Open Door, regia di Jamyang Jamtsho Wangchuk (Bhutan, 2018)
- Tradition, regia di Lanka Bandaranayake (Sri Lanka, 2016)
- Witt Yone, regia di WeRa (Myanmar, 2016)
- Yar-Thi Moe, regia di Aung Phyoe (Myanmar, 2016)

### Signs of Life
- A Room with a Coconut View, regia di Tulapop Saenjaroen – cortometraggio (Thailandia)
- Communion Los Angeles, regia di Adam R. Levine, Peter Bo Rappmund – documentario (Stati Uniti)
- Como Fernando Pessoa Salvou Portugal, regia di Eugène Green – cortometraggio (Portogallo)
- Dulcinea, regia di Luca Ferri (Italia)
- Gulyabani, regia di Gürcan Keltek – cortometraggio (Paessi Bassi)
- Hai shang cheng shi, regia di Zi Lin 	(Cina)
- Jing Li De Ren, regia di Hu Bo (Cina)
- La casa de Julio Iglesias, regia di Natalia Marín – documentario (Spagna)
- Le discours d'acceptation glorieux de Nicolas Chauvin, regia di Benjamin Crotty – cortometraggio (Francia)
- Sedução da Carne, regia di Júlio Bressane (Brasile)
- Sobre Tudo Sobre Nada, regia di Dídio Pestana (Portogallo)
- The Grand Bizarre, regia di Jodie Mack – documentario (Stati Uniti)
- Tirss, rihlat alsoo'oud ila almar'i, regia di Ghassan Halwani – documentario (Libano)
- Veslemøy's Song, regia di Sofia Bohdanowicz – cortometraggio (Canada)

### History (s) of Cinema
Excellence Award Ethan Hawke
- L'attimo fuggente (Dead Poets Society), regia di Peter Weir (Stati Uniti, 1989)
- Boyhood, regia di Richard Linklater (Stati Uniti, 2014)
- Seymour: An Introduction, regia di Ethan Hawke (Stati Uniti, 2014)
- First Reformed - La creazione a rischio (First Reformed), regia di Paul Schrader (Stati Uniti, 2017)

Leopard Club Award Meg Ryan
- Insonnia d'amore (Sleepless in Seattle), regia di Nora Ephron (Stati Uniti, 1993)

Pardo d'onore Manor Bruno Dumont
- L'età inquieta (La vie de Jésus), regia di Bruno Dumont (Francia, 1997)
- L'umanità (L'humanité), regia di Bruno Dumont (Francia, 1999)
- Jeannette, l'enfance de Jeanne d'Arc, regia di Bruno Dumont (Francia, 2017)
- Coincoin et les Z'inhumains, regia di Bruno Dumont – miniserie TV (Francia, 2018)

Omaggio a Pierre Rissient
- Da sabato a domenica ( Ze soboty na neděli), regia di Gustav Machatý (Cecoslovacchia, 1931)
- Cinq et la Peau, regia di Pierre Rissient (Francia, Filippine, 1982)
- An Elephant Sitting Still (Da xiang xi di er zuo), regia di Hu Bo (Cina, 2018)

Raimondo Rezzonico Award Ted Hope
- Tempesta di ghiaccio (The Ice Storm), regia di Ang Lee (Stati Uniti, 1997)
- Happiness - Felicità (Happiness), regia di Todd Solondz (Stati Uniti, 1998)
- American Splendor, regia di Shari Springer Berman e Robert Pulcini (Stati Uniti, 2003)
- Manchester by the Sea, regia di Kenneth Lonergan (Stati Uniti, 2016)

Proiezioni speciali
- Mitt hem är Copacabana, regia di Arne Sucksdorff (Svezia, 1965)
- Vip - Mio fratello superuomo, regia di Bruno Bozzetto (Italia, 1968)
- Essere e avere (Être et avoir), regia di Nicolas Philibert – documentario (Francia, 2002)

Cinéma Suisse Redécouvert
- Quatre d'entre elles, regia di Claude Champion, Francis Reusser, Jacques Sandoz, Yves Yersin (Svizzera, 1968)
- Vive la mort, regia di Francis Reusser (Svizzera, 1969)
- Seuls, regia di  Francis Reusser (Svizzera, 1981)

Omaggio a Claude Lanzmann
- Shoah, regia di Claude Lanzmann – documentario (Francia, 1985)

Omaggio a Paolo e Vittorio Taviani
- Good morning Babilonia, regia di Paolo e Vittorio Taviani (Italia, 1987)

Omaggio a Wolf-Eckart Bühler
- Leuchtturm Des Chaos, regia di Manfred Blank e Wolf-Eckart Bühler (Germania, 1983)
- Der Havarist, regia di Wolf-Eckart Bühler (Germania, 1984)

Vision Award TicinoModa Kyle Cooper
- Spider-Man, regia di Sam Raimi (Stati Uniti, 2002)
- The New World - Il nuovo mondo (The New World), regia di Terrence Malick (Stati Uniti, 2005)
- I sogni segreti di Walter Mitty (The Secret Life of Walter Mitty), regia di Ben Stiller (Stati Uniti, 2013)

### Retrospettiva
La restrospettiva è stata dedicata al regista e produttore statunitense Leo McCarey, curata da Roberto Turigliatto, organizzata in partenariato con la Cinémathèque suisse e la Cinémathèque française e in collaborazione con le Giornate del cinema muto di Pordenone.

#### Leo McCarey: archivi
- Il fuorilegge (Outside the Law), regia di Tod Browning – assistente alla regia (1920)
- You Can Change the World, regia di Leo McCarey – cortometraggio (1950)
- Screen Directors Playhouse - Meet the Governor, regia di Leo McCarey – serie TV (1955)
- Screen Directors Playhouse - Tom and Jerry, regia di Leo McCarey – serie TV (1955)

#### Leo McCarey: lungometraggi
- The Sophomore, regia di Leo McCarey (1929)
- La seduzione del peccato (Wild Company), regia di Leo McCarey (1930)
- Nel regno della fantasia (Let's Go Native), regia di Leo McCarey (1930)
- Part Time Wife, regia di Leo McCarey (1930)
- Indiscreet, regia di Leo McCarey (1931)
- Il re dell'arena (The Kid from Spain), regia di Leo McCarey (1932)
- La guerra lampo dei Fratelli Marx (Duck Soup), regia di Leo McCarey (1933)
- I sei mattacchioni (Six of a Kind), regia di Leo McCarey (1934)
- Belle of the Nineties, regia di Leo McCarey (1934)
- Il maggiordomo (Ruggles of Red Gap), regia di Leo McCarey (1935)
- La via lattea (The Milky Way), regia di Leo McCarey (1936)
- Cupo tramonto (Make Way for Tomorrow), regia di Leo McCarey (1937)
- L'orribile verità (The Awful Truth), regia di Leo McCarey (1937)
- La dama e il cowboy (The Cowboy and the Lady), regia di H.C. Potter – soggettista (1938)
- Un grande amore (Love Affair), regia di Leo McCarey (1939)
- Le mie due mogli (My Favorite Wife), regia di Garson Kanin – soggettista e produttore (1940)
- Fuggiamo insieme (Once Upon a Honeymoon), regia di Leo McCarey (1942)
- La mia via (Going My Way), regia di Leo McCarey (1944)
- Le campane di Santa Maria (The Bells of St. Mary's), regia di Leo McCarey (1945)
- Il buon samaritano (Good Sam), regia di Leo McCarey – 130 minuti (1948)
- Il buon samaritano (Good Sam), regia di Leo McCarey – 114 minuti (1948)
- L'amore più grande (My Son John), regia di Leo McCarey (1952)
- Un amore splendido (An Affair to Remember), regia di Leo McCarey (1957)
- Missili in giardino (Rally 'Round the Flag, Boys!), regia di Leo McCarey (1958)
- Storia cinese (Satan Never Sleeps), regia di Leo McCarey (1962)

#### Leo McCarey: cortometraggi
- Publicity Pays, regia di Leo McCarey (1924)
- Young Oldfield, regia di Leo McCarey (1924)
- Jeffries Jr., regia di Leo McCarey (1924)
- A Ten-Minute Egg, regia di Leo McCarey (1924)
- Outdoor Pajamas, regia di Leo McCarey (1924)
- Sittin' Pretty, regia di Leo McCarey (1924)
- All Wet, regia di Leo McCarey (1924)
- The Poor Fish, regia di Leo McCarey (1924)
- The Rat's Knuckles, regia di Leo McCarey (1925)
- Hello Baby!, regia di Leo McCarey (1925)
- Fighting Fluid, regia di Leo McCarey (1925)
- Should Husbands Be Watched?, regia di Leo McCarey (1925)
- Is Marriage the Bunk?, regia di Leo McCarey (1925)
- Bad Boy, regia di Leo McCarey (1925)
- Big Red Riding Hood, regia di Leo McCarey (1925)
- Looking for Sally, regia di Leo McCarey (1925)
- What Price Goofy, regia di Leo McCarey (1925)
- Isn't Life Terrible, regia di Leo McCarey (1925)
- Innocent Husbands, regia di Leo McCarey (1925)
- No Father to Guide Him, regia di Leo McCarey (1925)
- The Caretaker's Daughter, regia di Leo McCarey (1925)
- The Uneasy Three, regia di Leo McCarey (1925)
- His Wooden Wedding, regia di Leo McCarey (1925)
- Charley My Boy, regia di Leo McCarey (1926)
- Mama Behave, regia di Leo McCarey (1926)
- Dog Shy, regia di Leo McCarey (1926)
- Mum's the Word, regia di Leo McCarey (1926)
- Long Fliv the King, regia di Leo McCarey (1926)
- Mighty Like a Moose, regia di Leo McCarey (1926)
- La volpe della risata (Crazy Like a Fox), regia di Leo McCarey (1926)
- Bromo and Juliet, regia di Leo McCarey (1926)
- Tell 'Em Nothing, regia di Leo McCarey (1926)
- Be Your Age, regia di Leo McCarey (1926)
- Should Men Walk Home?, regia di Leo McCarey (1927)
- Why Girls Say No, regia di Leo McCarey (1927)
- Jewish Prudence, regia di Leo McCarey (1927)
- Eve's Love Letters, regia di Leo McCarey (1927)
- Don't Tell Everything, regia di Leo McCarey (1927)
- Should Second Husbands Come First?, regia di Leo McCarey (1927)
- Flaming Fathers, regia di Stan Laurel e Leo McCarey (1927)
- Assistant Wives di James Parrott – supervisione  (1927)
- Una famiglia di matti (Call of the Cuckoo), regia di Clyde Bruckman – sceneggiatura e supervisione (1927)
- Love 'Em and Feed 'Em, regia di Clyde Bruckman – sceneggiatura e supervisione (1927)
- Zuppa d'anatra (Duck Soup), regia di Fred Guiol – supervisione (1927)
- Metti i pantaloni a Philip (Putting Pants on Philip), regia di Clyde Bruckman – soggetto e supervisione (1927)
- Come mi pento (Sugar Daddies), regia di Fred Guiol – supervisione (1927)
- La battaglia del secolo (The Battle of the Century), regia di Clyde Bruckman – sceneggiatura e supervisione (1927)
- I due galeotti (The Second Hundred Years), regia di Fred Guiol – soggetto (1927)
- Us di James Parrott – sceneggiatura e supervisione (1927)
- Noi sbagliamo (We Faw Down), regia di Leo McCarey (1928)
- Habeas Corpus, regia di Leo McCarey e James Parrott (1928)
- A Pair of Tights, regia di Hal Yates – supervisione (1928)
- Came the Dawn, regia di Arch Heath – sceneggiatura e supervisione (1928)
- Dumb Daddies, regia di Hal Yates – sceneggiatura e supervisione (1928)
- Le ore piccole (Early to Bed), regia di Emmett J. Flynn – supervisione (1928)
- Feed 'em and Weep, regia di Fred Guiol – soggetto e supervisione (1928)
- Pranzo di gala (From Soup to Nuts), regia di Edgar Kennedy – sceneggiatura e supervisione (1928)
- Lasciali ridendo (Leave 'em Laughing), regia di Clyde Bruckman – supervisione (1928)
- Limousine Love, regia di Fred Guiol – supervisione (1928)
- Pass the Gravy, regia di Fred Guiol – sceneggiatura e supervisione (1928)
- Gli uomini sposati devono andare a casa? (Should Married Men Go Home?), regia di James Parrott – sceneggiatura e supervisione (1928)
- The Boy Friend, regia di Fred Guiol – sceneggiatura e supervisione (1928)
- Il tocco finale (The Finishing Touch), regia di Clyde Bruckman – supervisione (1928)
- Una bella serata (Their Purple Moment), regia di James Parrott – supervisione (1928)
- Marinai a terra (Two Tars), regia di James Parrott – soggetto e supervisione (1928)
- Musica classica (You're Darn Tootin'), regia di Edgar Kennedy – supervisione (1928)
- Libertà (Liberty), regia di Leo McCarey (1929)
- Blue Boy, un cavallo per un quadro (Wrong Again), regia di Leo McCarey (1929)
- La capra Penelope (Angora Love), regia di Lewis R. Foster – soggetto (1929)
- Squadra sequestri (Bacon Grabbers), regia di Lewis R. Foster – sceneggiatura e supervisione (1929)
- Affari in grande (Big business), regia di James W. Horne – sceneggiatura e supervisione (1929)
- Agli ordini di sua altezza (Double Whoopee), regia di Lewis R. Foster – soggetto (1929)
- Going Ga-Ga, regia di James W. Horne – sceneggiatura e supervisione (1929)
- I due ammiragli (Men O'War), regia di Lewis R. Foster – soggetto (1929)
- Movie Night di Lewis R. Foster – soggetto (1929)
- Tempo di pic-nic (Perfect Day), regia di James Parrott – soggetto (1929)
- Ecco mia moglie (That's My Wife), regia di Lloyd French – soggetto e supervisione (1929)
- Lavori forzati (The Hoose Gow), regia di James Parrott – soggetto (1929)
- L'esplosione (They Go Boom), regia di James Parrott – soggetto (1929)

## Sezioni indipendenti

### Semaine de la critique
A cura dell'Associazione svizzera dei giornalisti cinematografici.
- #Female Pleasure, regia di Barbara Miller – documentario (Svizzera, Germania)
- Dani Ludila, regia di Damian Nenadić – documentario (Croazia)
- Könnyű Leckék, regia di Dorottya Zurbó – documentario (Ungheria)
- La huella de Tara, regia di Georgina Barreiro – documentario (Argentina)
- Le Temps des Forêts, regia di François-Xavier Drouet – documentario (Francia)
- L'Apollon de Gaza, regia di Nicolas Wadimoff – documentario (Svizzera)
- Zanani Ba Gushvarehaye Baruti, regia di Reza Farahmand (Iran)

### Panorama Suisse
- Blue My Mind - Il segreto dei miei anni (Blue My Mind), regia di Lisa Brühlmann
- Chris the Swiss, regia di Anja Kofmel
- Die vierte Gewalt, regia di Dieter Fahrer
- Eldorado, regia di Markus Imhoof
- Fortuna, regia di Germinal Roaux
- Genesis 2.0, regia di Maxim Arbugaev e Christian Frei – documentario
- Les Dames, regia di Stéphanie Chuat e Véronique Reymond – documentario
- Mario, regia di Marcel Gisler
- Where Are You, João Gilberto?, regia di Georges Gachot – documentario
- À l'école des philosophes, regia di Fernand Melgar – documentario

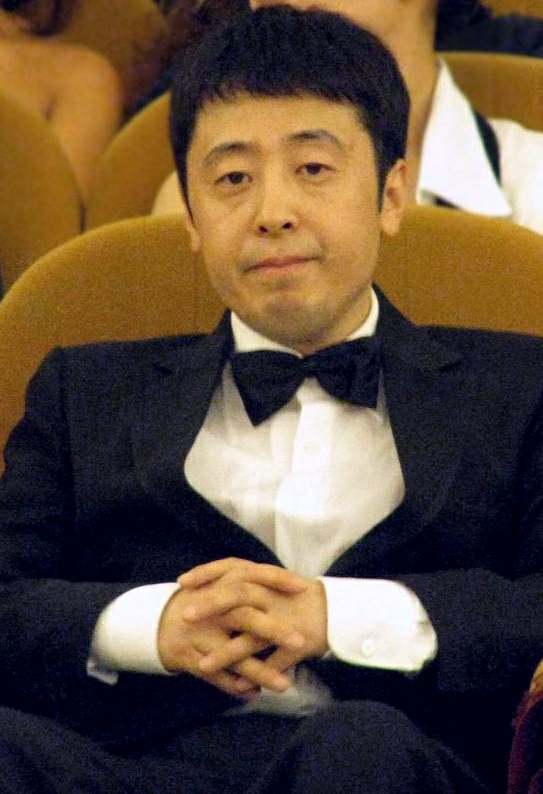
Jia Zhangke, presidente di giuria

## Giurie

### Concorso internazionale
- Jia Zhangke, regista (Cina) - Presidente
- Emmanuel Carrère, sceneggiatore (Francia)
- Sean Baker, regista (Stati Uniti d'America)
- Tizza Covi, regista (Italia)
- Isabella Ragonese, attrice (Italia)

### Concorso Cineasti del presente
- Andrei Ujică, regista (Romania) - Presidente
- Ben Rivers, cineasta (Regno Unito)
- Lætitia Dosch, attrice (Svizzera/Francia)

### Pardi di domani
- Yann Gonzalez, regista (Francia) - Presidente
- Deepak Rauniyar, regista (Nepal)
- Marta Mateus, regista (Portogallo)

### Signs of Life
- Emilie Bujès, direttore di festival (Svizzera)
- Josh Siegel, curatore (Stati Uniti d'America)
- Tiziana Finzi, curatrice (Italia)

### Opera prima
- Funa Maduka, responsabile acquisti (Stati Uniti d'America)
- Susan Vahabzadeh, critico cinematografico (Germania)
- Kieron Corless, critico cinematografico (Regno Unito)

## Premi
La cerimonia di premiazione è avvenuta l'11 agosto 2018.

### Concorso Internazionale
- Pardo d'oro: Huàn tǔ di Yeo Siew Hua
- Premio speciale della giuria: M di Yolande Zauberman
- Pardo d'argento per la miglior regia: Tarde para morir joven di Dominga Sotomayor
- Pardo per la miglior interpretazione femminile: Andra Guți per Alice T.
- Pardo per la miglior interpretazione maschile: Ki Joonbong per Gangbyeon Hotel
- Menzione speciale: Ray & Liz di Richard Billingham

### Concorso Cineasti del presente
- Pardo d'oro Cineasti del presente: Chaos di Sara Fattahi
- Premio per il miglior regista emergente: Tarık Aktaş per Nebula
- Premio speciale della giuria: Closing Time di Nicole Vögele
- Menzioni speciali: Fausto di Andrea Bussman e Rose, personaggio di L'Epoque di Matthieu Bareyre

### Pardi di domani

#### Concorso internazionale
- Pardino d'oro SRG SSR per il miglior cortometraggio internazionale: D'un château l'autre di Emmanuel Marre
- Pardino d'argento SRG SSR per il Concorso Internazionale: Heart of Hunger di Bernardo Zanotta
- Premio per la migliore regia Pardi di domani - PIANIFICA: El laberinto di Laura Huertas Millán
- Premio Medien Patent Verwaltung AG: Je sors acheter des cigarettes di Osman Cerfon
- Menzione speciale: La máxima longitud de un puente di Simón Vélez

#### Concorso nazionale
- Pardino d'oro per il miglior cortometraggio svizzero - Premio Swiss Life: Los que desean di Elena López Riera
- Pardino d'argento Swiss Life per il Concorso nazionale: Abigaïl di Magdalena Froger
- Premio per la migliore speranza svizzera: Ici le chemin des ânes di Lou Rambert Preiss

### Signs of Life
- Signs of Life Award ELECTRONIC ART.FOUNDATION per il miglior film: Hai Shang Cheng Shi di Lin Zi[7]
- Fundación Casa Wabi - Mantarraya Award: Le discours d'acceptation glorieux de Nicolas Chauvin di Benjamin Crotty

### Opera prima
- Swatch First Feature Award, Premio per la migliore opera prima: Alles ist gut di Eva Trobisch
- Swatch Art Peace Hotel Award: Rūgštus miškas di Rugile Barzdziukaite
- Menzione speciale: Tirss, rihlat alsoo'oud ila almar'i di Ghassan Halwani

### Piazza Grande
- Prix du Public UBS: BlacKkKlansman di Spike Lee
- Variety Piazza Grande Award: Il vento sta cambiando (Le vent tourne) di Bettina Oberli

### Giurie indipendenti
- Premio della giuria ecumenica: Sibel di Çağla Zencirci e Guillaume Giovanetti
- Menzioni speciali della Giuria ecumenica: Diane di Kent Jones e Huàn tǔ di Yeo Siew Hua
- Premio della Giuria FIPRESCI: Sibel di Çağla Zencirci e Guillaume Giovanetti
- Premio Europa Cinemas Label: L'Époque di Matthieu Bareyre
- Cinema e gioventù
  - Primo premio Concorso internazionale: Huàn tǔ di Yeo Siew Hua
  - Secondo premio Concorso internazionale: Sibel di Çağla Zencirci e Guillaume Giovanetti
  - Terzo premio Concorso internazionale: Gangbyeon Hotel di Hong Sang-soo
  - Menzioni speciali Concorso internazionale: Menocchio di Alberto Fasulo e La flor di Mariano Llinás
  - Premio «L'environnement, c'est la qualité de la vie»: M di Yolande Zauberman
  - Premio Cineasti del presente: Hatzlila di Yona Rozenkier
  - Menzione speciale Cineasti del presente: Epoque di Matthieu Bareyre
  - Premio Concorso internazionale Pardi di domani: D'un château l'autre di Emmanuel Marre
  - Premio Concorso nazionale Pardi di domani: Ici le chemin des ânes di Lou Rambert Preiss
  - Menzione speciale Pardi di domani: Reneepoptosis di Renee Zhan
- Semaine de la Critique
  - Prix: Le Temps des Forêts di François-Xavier Drouet
  - Prix Zonta Club Locarno: #Female Pleasure di Barbara Miller

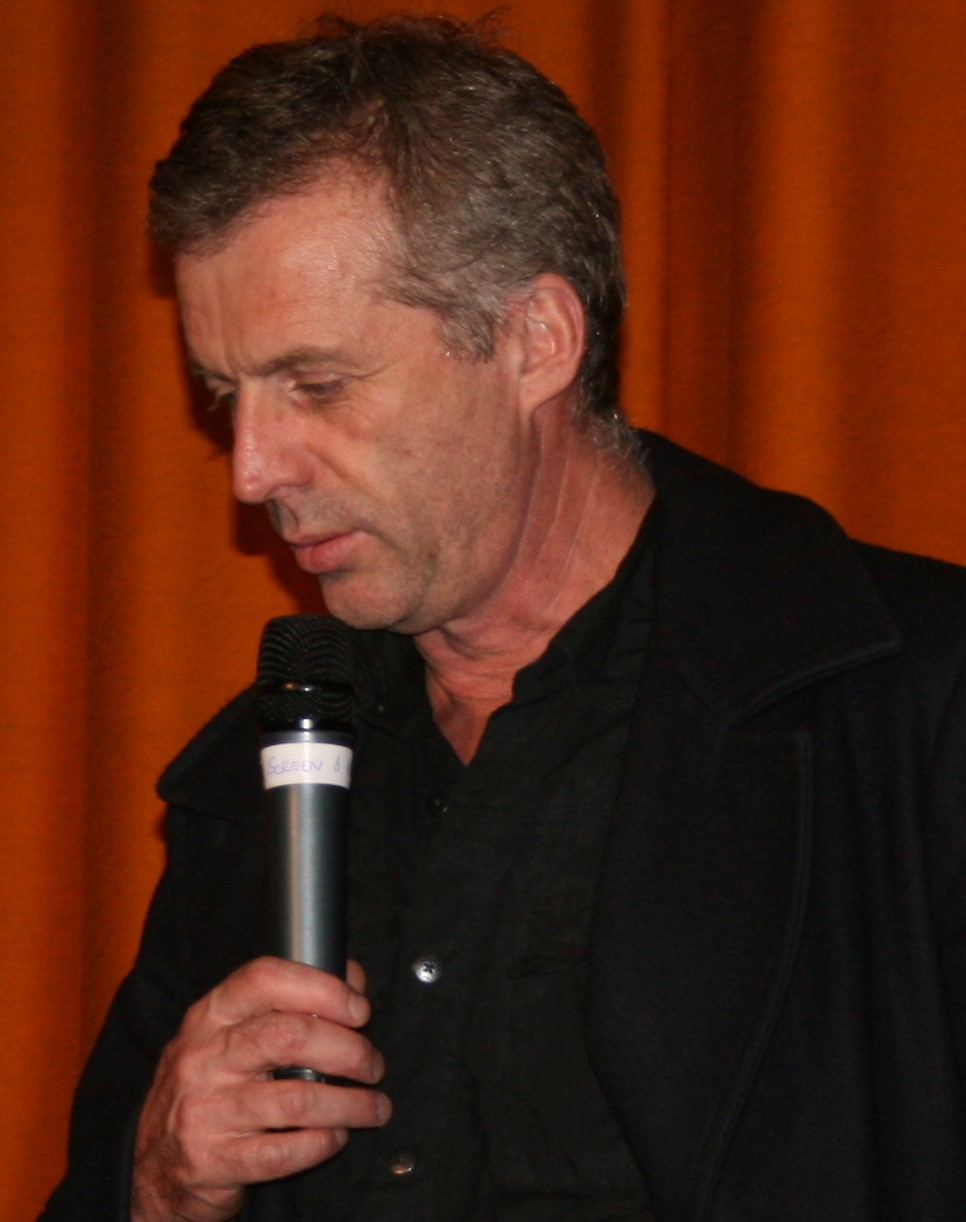
Bruno Dumont

### Premi speciali
Il Festival celebra ogni anno personalità che hanno fatto la storia del cinema, scegliendole come testimoni per un dialogo tra film di ieri e di oggi.
- Pardo d'onore Manor: Bruno Dumont[8]
- Premio Raimondo Rezzonico: Ted Hope, produttore statunitense[9]
- Vision Award Ticinomoda: Kyle Cooper, disegnatore statunitense[10]
- Excellence Award Davide Campari: Ethan Hawke[11]
- Leopard Club Award: Meg Ryan[12]